# Nassarius boucheti
Nassarius boucheti is een slakkensoort uit de familie van de Nassariidae. De wetenschappelijke naam van de soort is voor het eerst geldig gepubliceerd in 2004 door Kool.